# John Osteen
John Hillery Osteen (Fort Worth, 21 agosto 1921 – Houston, 23 gennaio 1999) è stato un pastore protestante statunitense, scrittore e predicatore televisivo.
È stato il fondatore e primo pastore della Lakewood Church a Houston, Texas; sin dalla fondazione nel 1959 fino alla sua morte nel 1999.
Gli succedette suo figlio Joel.
Osteen si è laureato alla John Brown University, a Siloam Springs, Arkansas, e alla Nord Baptist Seminary.
Cominciò a predicare all'età di 17 anni e inizialmente fu ministro della Southern Baptist Convention (SBC). Ha spostato le sue idee verso un più carismatico punto di vista nel 1958 e si è volontariamente distaccato dalla SBC.
Il 10 maggio 1959 ha inaugurato quella che oggi è Lakewood Church in quello che era descritto come un "polveroso FeedStore" nel nord-est di Houston.
Il 23 gennaio 1999, dopo quarant'anni di ministero, John Osteen morì dopo un attacco di cuore.

## Lakewood Church
Inizialmente la chiesa fu nota come "The Oasis of Love in a Troubled World", fino a raggiungere i 6 000 membri.

## Televisione
Osteen diresse un programma televisivo per 16 anni, chiamato John Osteen, raggiungendo milioni di persone negli Stati Uniti e in molti altri paesi a livello internazionale con la sua interpretazione del Vangelo.
I suoi numerosi libri, le audiocassette e videocassette sono ampiamente distribuite ancora tutt'oggi.